# Kahveh Zahiroleslam
Kahveh Zahiroleslam, né le 13 juin 2002 à Saratoga aux États-Unis, est un footballeur américain qui joue au poste d'attaquant au KS Cracovia.

## Biographie

### Jeunesse et formation
Kahveh Zahiroleslam naît à Saratoga aux États-Unis, dans une famille irano-américaine,. Il fréquente la Prospect High School et joue à De Anza Force en U.S. Soccer Development Academy. Cette dernière remporte la division Nord-Ouest lors de la saison 2018-2019,.

### Parcours universitaire
Il joue au football universitaire pour les Bulldogs de Yale, inscrivant 13 buts et délivrant 4 passes décisives en 28 matchs,. Au cours de sa première saison, il est élu à quatre reprises recrue de la semaine de l'Ivy League. La conférence le nomme dans la deuxième équipe de la Ivy League.

### En club
En 2022, il rejoint Chicago United en USL League Two pendant l'intersaison universitaire. Il marque 9 buts et délivre 3 passes décisives en 12 matches.
Durant l'été 2023, il s'engage avec le Saint-Trond VV. Il fait ses débuts en championnat le 24 septembre 2023, contre le KRC Genk. Il inscrit son premier but pour le club le 31 octobre 2023, en Coupe contre les Francs Borains. Il distille sa première passe décisive en championnat le 10 novembre 2023, contre le KVC Westerlo, et marque son premier but en championnat le 9 décembre 2023, contre l'OH Louvain. Il inscrit son but suivant et le premier but de son club en championnat de l'année civile 2024 lors de son match suivant contre l'Union Saint-Gilloise, le 21 janvier 2024. Il inscrit son premier doublé pour le club le 1er février 2024, contre La Gantoise, portant son total à 4 buts en 4 matches consécutifs.